# Линеар А
Линеар А е писменост, използвана от древните жители на о. Крит. Открита е от Артър Еванс през 1900 г. Линеар Б е разшифрован през 1952 г. от Майкъл Вентрис като писменост на ранен гръцки език. Линеар А не е разшифрована напълно, макар че е частично транскрибиран, използвайки фонетичните стойности от Линеар Б.
Макар че двата вида писменост използват общи знаци, разчитането на Линеар А продължава да представлява проблем. Като се заместват звуковите стойности на сричките от Линеар Б в текстовете на Линеар А се получават поредици от думи, които не могат да бъдат отнесени към нито един познат език. Езикът на Линеар А условно се нарича минойски и е бил говорен на о. Крит преди нахлуването на микенците около 1450 г. пр. Хр.
Тъй като минойският език е изчезнал, е много трудно да се разбере точността на разкодирането. Най-лесният подход към разчитане на Линеар А е да се допусне, че звуковите стойности на знаците от Линеар А съответстват на звуковите стойности на знаците от Линеар Б.
Със сигурност можем да твърдим, че особеностите на Линеар А отразяват фонетичните особености на минойския език.
Начертанията на знаците от Линеар А и Б свидетелстват, че тази писменост е била пригодена за писане с четка с мастило или боя, тъй като много от знаците имат закръглена форма, за разлика от шумерския клинопис. Запазените текстове са предимно върху глинени плочици, където са нанасяни с твърд писец, докато глината е влажна. Повечето надписи изглежда са с религиозно-ритуален характер.
Знаците в Линеар А са се развили частично от Критските йероглифи, но основно влияние е оказала създадената през същия период (ок. 1720 – 1700 пр.н.е.) местна линейна писменост в гр. Библос.  Една част от знаците, използвайки акрофоничния принцип, изглежда са директни репити на египетски, лувийски и семитски иероглифи. Това не помага за определянето на езика, но е признак, че в създаването на писмеността са участвали писари, запознати с Лувийското и Египетското писмо.

## Разпространение
Надписи на Линеар A са намирани предимно на о. Крит, но също така и на други места в Гърция, както и на територията на Турция и Израел. До 2020 г. общият брой на намерените надписи е 1427 съдържащи общо между 7362 и 7396 знака, което мащабирано към стандартен шрифт би запълнило едва два листа хартия А4 (за сравнение обемът намерени надписи на Линеар Б надхвърля 20 000). Текстове на Линеар A се срещат на каменни таблички, златни и сребърни игли за коса и върху керамика. Най-ранните надписи на Линеар A са намерени във Фестос, в пласт, датиран към края на средно-минойския II период: т.е. не по-рано от ок. 1700 г. пр.н.е. Освен на Крит надписи на Линеар A са намирани и на други егейски острови (Китера, Кеа, Тера, Мелос), в континентална Гърция (Ayos Stephanos), на малоазийския бряг на Егейско море (Милет, Троя) и в Леванта (Tel Haror).

### Извън Крит
Преди 1973 г. имало само една плочка с надпис на Линеар A, намерена извън о-в Крит (на о-в Кеа). Оттогава плочки с надписи са намерени на много други места.
Повечето – ако не и всички – надписи извън Крит, ако се съди по състава на плочките и други признаци, са направени на място. Анализът на самите надписи показва, че някои от тях използват комбинация между Линеар A и Линеар B, използвайки елементи от двете.

## Опити за разчитане
Българският езиковед Вл. Георгиев (1958) смята, че част от надписите на Линеар А отразяват диалект на старогръцкия език, различен от диалекта, на който са написани надписите на Линеар Б. Хипотезата на Георгиев се отхвърля впоследствие като несъстоятелна. По-късно Георгиев преразглежда своите възгледи, и отнася минойския език към хето-лувийските езици.
Хипотезата за хето-лувийския произход на минойския език е извънредно популярна през 1950 – 1960 г.; издигат я независимо един от друг С. Дейвис, Л. Палмер и други изследователи. Независимо от това, тази хипотеза с времето загубва почти всички свои последователи. Причината е не само липса на морфологични аналогии между минойски и хето-лувийски (изследванията от 1950 – 1960 г. пренебрегват морфологията на езика и се основават само на предполагаеми лексикални съвпадения), но и очевидната липса на преки контакти между хето-лувийската и критската цивилизация (Крит не се споменава изобщо в хетските източници). Географията на предполагаемото преселение на предците на хето-лувийските народи до появата им в Анатолия по никакъв начин не е свързана с Крит.
Хипотезата за семитския произход на минойците също е била популярна: нейни привърженици са С. Гордън, Я. Бест и др. Основният стимул за привържениците на семитската хипотеза е сходството на минойската дума ku-ro „всичко, цяло“ със семитския корен * kol, * kul със същото значение. Въпреки това не само има очевидни разлики между морфологията на минойския език и семитските езици, но и само по себе си наличието на отворени срички в минойското писмо противоречи на семитската морфология, където коренът на думата се състои от съгласни, а промяната на огласовката играе основна роля в словообразуването и словоизменението.
Вероятно минойският език не е нито индоевропейски език, нито семитски, а изолиран средиземноморски език като баски или етруски език.
Д-р Брент Давис от Университета в Мелбърн през 2019 г. получава наградата на името на Майкъл Вентрис на Университета в Лондон за откритието, че словореда в надписите на Линеар А е подобен на този в египетския език: Сказуемо-Подлог-Допълнение.

## Разчетени изрази
Следният списък показва малка част от разчетените изрази на Линеар А. Някои от тях не са сигурно изтълкувани.
- (j)a-di-ki-te-te, ja-di-ki-tu: думи (прилагателни?) свързани с планината Дикте?
- da-ma-te: * Dāmāter?, в Линеар Б da-ma-te = Δημήτηρ Деметра или старогр. δάμαρτει дат.п. ед.ч. от δάμαρ „съпруга“?
- ku-ro „цяло, всичко“: не е ясна връзката с индоевропейско * kwol-, семитско * kul или етруско churu със същото значение.
- ki-ro „липса, дълг“ (?).
- ma+ru (с лигатура) „вълна“, старогр. μαλλός „валмо вълна“, вероятно заемка. Вероятно свързана с шумерското bar-lu „висококачествена вълна“.
- pa-de: (име на бог), среща се в Линеар Б като pa-de, pa-ze.
- pa-i-to: топоним, Φαιστός „Фестос“. Често срещан в Линеар Б.
- po-to-ku-ro „голям(?), пълен“.
- ru+ja (с лигатура) „нар“: старогр. ῥόα, ῥοιά „нар“, вероятно заемка.
- se-to-i-ja: топоним.
- su-ki-ri-ta * Sukrita: топоним, среща се в Линеар Б; днешно име Сибрита.
- su-ki-ri-te-i-ja: прилагателно? от Сукрита (с индоевропейско окончание *-iyo-)

### Списък със знаци
| Линеен A: списък със знаци и номериране според E. Bennett. Четенето на символи се основава на аналогови линеар Б | Линеен A: списък със знаци и номериране според E. Bennett. Четенето на символи се основава на аналогови линеар Б | Линеен A: списък със знаци и номериране според E. Bennett. Четенето на символи се основава на аналогови линеар Б | Линеен A: списък със знаци и номериране според E. Bennett. Четенето на символи се основава на аналогови линеар Б | Линеен A: списък със знаци и номериране според E. Bennett. Четенето на символи се основава на аналогови линеар Б | Линеен A: списък със знаци и номериране според E. Bennett. Четенето на символи се основава на аналогови линеар Б | Линеен A: списък със знаци и номериране според E. Bennett. Четенето на символи се основава на аналогови линеар Б | Линеен A: списък със знаци и номериране според E. Bennett. Четенето на символи се основава на аналогови линеар Б | Линеен A: списък със знаци и номериране според E. Bennett. Четенето на символи се основава на аналогови линеар Б | Линеен A: списък със знаци и номериране според E. Bennett. Четенето на символи се основава на аналогови линеар Б | Линеен A: списък със знаци и номериране според E. Bennett. Четенето на символи се основава на аналогови линеар Б | Линеен A: списък със знаци и номериране според E. Bennett. Четенето на символи се основава на аналогови линеар Б |
| * 01-* 20 | * 01-* 20 | * 21-* 30 | * 21-* 30 | * 31-* 53 | * 31-* 53 | * 54-* 74 | * 54-* 74 | * 76-* 122 | * 76-* 122 | * 123-* 306 | * 123-* 306 |
| --- | --- | --- | --- | --- | --- | --- | --- | --- | --- | --- | --- |
| | DA * 01 | | QI * 21 | | SA * 31 | | WA * 54 | | * 76 | | * 123 |
| | RO * 02 | | * 21f | | * 34 | | * 55 | | KA * 77 | | * 131a |
| | PA * 03 | | * 21m | | TI * 37 | | PA3 * 56 | | QE * 78 | | * 131b |
| | TE * 04 | | MI? * 22 | | E * 38 | | JA * 57 | | WO2? * 79 | | * 131c |
| | * 05 | | * 22f | | PI * 39 | | SU * 58 | | MA * 80 | | * 164 |
| | NA * 06 | | * 22m | | WI * 40 | | TA * 59 | | KU * 81 | | * 171 |
| | DI * 07 | | MU * 23 | | SI * 41 | | RA * 60 | | * 82 | | * 180 |
| | A * 08 | | * 23m | | KE * 44 | | O * 61 | | * 85 | | * 188 |
| | S * 09 | | NE * 24 | | * 45 | | JU * 65 | | * 86 | | * 191 |
| | * 10 | | RU * 26 | | * 46 | | TA2 * 66 | | TWE * 87 | | * 301 |
| | * 11 | | RE * 27 | | * 47 | | KI * 67 | | * 100/ * 102 | | * 302 |
| | ME * 13 | | I * 28 | | * 49 | | TU * 69 | | * 118 | | * 303 |
| | QA2 * 16 | | * 28b | | PU * 50 | | * 70 | | * 120 | | * 304 |
| | ZA * 17 | | * 29 | | DU * 51 | | MI * 73 | | * 120b | | * 305 |
| | ZO * 20 | | NI * 30 | | * 53 | | ZE * 74 | | * 122 | | * 306 |